# Giulia Adinolfi
Giulia Adinolfi Sellitti (Salerno, 27 de agosto de 1930 – Barcelona, 21 de febrero de 1980) fue una hispanista y militante comunista italiana que a partir de 1957 optó por vivir en Barcelona, donde desarrolló su vida profesional y política.

## Formación
Giulia Adinolfi Sellitti creció en el seno de una familia con fuertes vínculos afectivos, en el contexto de la época fascista y la Segunda Guerra Mundial en Nápoles. Desde muy joven, con 15 años, se afilió al Partido Comunista Italiano (PCI). En la universidad, donde estudiaba Magisterio, se relacionó con una generación de intelectuales y de jóvenes napolitanos que se habían comprometido con la resistencia partisana y que, en el ámbito cultural y político, se movían en la órbita del PCI. Su formación político-moral y cultural recibió una fuerte influencia de pensadores y políticos como Antonio Gramsci y Palmiro Togliatti, cuya obra estudió en profundidad.
A la edad de 21 años empezó a trabajar como maestra en Sant'Arcangelo sul Trasimeno (Magione) donde entró en contacto con el mundo del campesinado pobre. En 1955 obtuvo plaza definitiva en la enseñanza primaria en Somma Vesuviana (frazione Alaia), un municipio cercano a Nápoles. Mientras ejercía de maestra en el ámbito rural, estudió Filología hispánica y se licenció con una tesis sobre La Celestina.
Se vinculó como investigadora al Instituto Italiano por gli Studi Storici (IISS), que había sido creado por Benedetto Croce.Su mentor en aquellos primeros años fue el hispanista Salvador Battaglia director de la prestigiosa revista Filología Romanza, en la que Giulia publicó dos artículos: «La Celestina e la sua unità di composizione» (1954), fruto de su trabajo de tesis de licenciatura donde defendía interpretaciones sobre la obra y su autoría que han inspirado estudios posteriores en la misma línea; y «Le Cartas Marruecas di José Cadalso e la cultura spagnola della seconda metà del settecento» (1956) en que aporta una revisión del siglo XVIII español.
Giulia viajó a España en 1954 para realizar un curso de perfeccionamiento de la lengua en la Universidad de Santander. Dos años después volvió, esta vez a Barcelona, con una beca del IISS . Fue entonces cuando conoció a Manuel Sacristán, con quien compartía el amor por el estudio, el arte y la cultura, una sensibilidad humanista y un compromiso político y moral comunista. Giulia Adinolfi y Manuel Sacristán se casaron el 27 de agosto de 1957 en Nápoles (Italia), y se trasladaron a continuación a Barcelona, donde habían decidido vivir. En esta elección fue decisivo que ambos consideraran prioritaria la lucha contra el franquismo.

## Recorrido profesional
Giulia ejerció la docencia en todos sus niveles: maestra de primaria en Italia y en la Escuela Italiana de Barcelona, al llegar a la ciudad y hasta 1958, año en que nació su hija Vera; profesora de bachillerato a partir de 1968 en el centro Aula Escuela Europea y, finalmente, entre 1972 y 1979 fue docente en la Universidad Autónoma de Barcelona (UAB) con la categoría de profesora no numeraria (PNN). En este último contexto, participó en la lucha de los PNN y fue fundadora y colaboradora de la Federación de Enseñanza de Comisiones Obreras.
En la UAB impartió asignaturas, algunas de las cuales eran pioneras, como Teoría literaria, Historia de la crítica literaria, y también estructuró un grupo de investigación literaria interdisciplinar, formado por estudiantes de las dos universidades generalistas que había entonces en Barcelona –la Autónoma y la Central–, que se organizaron por parejas de trabajo dedicadas a estudiar la literatura de posguerra en todas sus formas, novela, cuento, teatro y poesía. Sus alumnos tenían fama de ser los mejor preparados de la Facultad.
Cuando los Departamentos de Filología crearon el curso común de Introducción a los estudios literarios, Giulia Adinolfi fue la encargada de confeccionar las orientaciones de un programa que debía ser el punto de partida de la formación del futuro filólogo. El último curso de especialidad que preparaba trataba sobre los problemas y legitimidad del concepto mismo de «historia de la literatura» que concebía como el punto de encuentro entre una dimensión inmanente –la virtualidad universal de la obra de arte– y una dimensión contingente –el reflejo de la historia.
En cuanto a su labor como investigadora, durante los años que vivió en Barcelona se centró en el estudio de la obra de Antonio de Capmany Filosofía de la elocuencia, como continuación de los estudios sobre escritores ilustrados que había realizado anteriormente. Sin embargo, en 1975 renunció a redactar una tesis doctoral sobre este autor. Dos años después, a propuesta de la también hispanista y amiga Rosa Rossi, ambas iniciaron el estudio del proceso de la Inquisición española, entre 1532 y 1534, a María de Cazalla. A propósito de este estudio conectaron las aportaciones de la crítica feminista con el mundo de la investigación histórica, al tiempo que señalaban la importancia, para el movimiento feminista, de afrontar críticamente la propia tradición y de conocer la propia historia.

## Actividad política
La actividad política de Giulia Adinolfi en Barcelona empezó con la creación del Movimiento de Mujeres Democráticas, en los años sesenta del siglo XX. Era un movimiento destinado a agrupar a las mujeres de Cataluña para promover la toma de conciencia de su importancia social como ciudadanas y como mujeres. La presencia y la orientación que Giulia imprimió al Movimiento de Mujeres Democráticas era un hecho insólito por su riqueza teórica.Relacionado con esta experiencia Giulia Adinolfi, bajo el seudónimo «Luïsa Vives», escribió el artículo «Por un planteamiento democrático de la lucha de las mujeres», publicado en el n.º 12 de la revista clandestina Nous Horitzons en 1967, que se convirtió en un referente de debate para el movimiento de mujeres.
Ese mismo año y hasta 1971, Giulia Adinolfi formó parte del comité de redacción de la revista clandestina Nous horitzons, que publicaba el Partido Socialista Unificado de Cataluña (PSUdC), junto con Josep Ferrer, Josep Fontana, Xavier Folch, Josep Termes, Francesc Vallverdú y Manuel Sacristán que era su director. Más adelante, a finales de los años setenta, colaboró con la Revista Materiales. En los años de la Transición se mostró partidaria de la llamada "ruptura democrática", que consideraba posible; y creía que el pactismo político era un error.
Durante el último año de su vida, Giulia Adinolfi formó parte del colectivo de la revista mientras tanto, de la que había sido inspiradora y fundadora, junto con Sacristán y con la ayuda y apoyo de otras personas.En los tres primeros números de la revista mientras tanto publicó sus últimos textos –"Sobre las contradicciones del feminismo", "Sobre "subculturas femeninas" y "Esquema sobre el trabajo doméstico"– como una contribución, desde la experiencia de las mujeres y el feminismo, a la renovación de la perspectiva de transformación social que la revista propugnaba. Una vez más, sus textos se convirtieron en un referente de debate para el movimiento feminista.
Giulia Adinolfi murió el 21 de febrero de 1980 a causa de un cáncer que la había dejado postrada en cama los últimos meses de su vida. Las personas que la conocieron recuerdan su entereza y su profundo compromiso humano, vital y político. Rosa Rossi, entrevistada en el documental Giulia, señalaba que su coherencia entre ideales y vida cotidiana respondía a lo que ha sido un lema central de la política feminista: «Lo personal es político». 
Su cuerpo descansa junto al de su esposo (que se volvió a casar y murió en 1985), en el cementerio de Guils de Cerdaña.

## Memoria de Giulia Adinolfi
En 2004, en el núm. 94 de la revista mientras tanto se publicó el monográfico Dimensiones de una ausencia. Memoria de Giulia Adinolfi, en el que se recogían textos de Giulia Adinolfi y también escritos de otras personas sobre su figura.
En octubre del 2005, con motivo del vigésimo quinto aniversario de su muerte, tuvo lugar la jornada Giulia Adinolfi (1930-1980): pensamiento crítico y práctica política, en homenaje a su memoria y maestría. Durante esta jornada se estrenó la película de 90 minutos Giulia, dirigida por Xavier Juncosa, con guion y textos de Joan Benach y Salvador López Arnal, que es el documental número 8 de la obra Integral Sacristán de este realizador.
El año siguiente, Ca la Dona organizó un «Acto en recuerdo de Giulia Adinolfi (1930-1980)», realizado el 1 de marzo de 2006.
Más recientemente se ha hecho pública la web Giulia Adinolfi Sellitti, 1930-1980. Sobre las mujeres y el feminismo, donde se pueden encontrar digitalizados todos los escritos de Giulia Adinolfi sobre el citado tema; una galería de fotografías; el documental Giulia, de Xavier Juncosa; así como textos de varias personas sobre su figura y su obra.